# بویلستون (ویسکانسین)
بویلستون (به انگلیسی: Boylston) یک منطقهٔ مسکونی در ایالات متحده آمریکا است که در Superior واقع شده‌است. بویلستون ۲۱۶٫۱۱ متر بالاتر از سطح دریا واقع شده‌است.